# 埃伦·科尔比
埃伦·科尔比（英語：Ellen Corby，1911年6月3日—1999年4月14日），女，美国演员。曾获得黄金时段艾美奖戏剧类电视系列剧最佳女配角。